# 大泉保育福祉専門学校

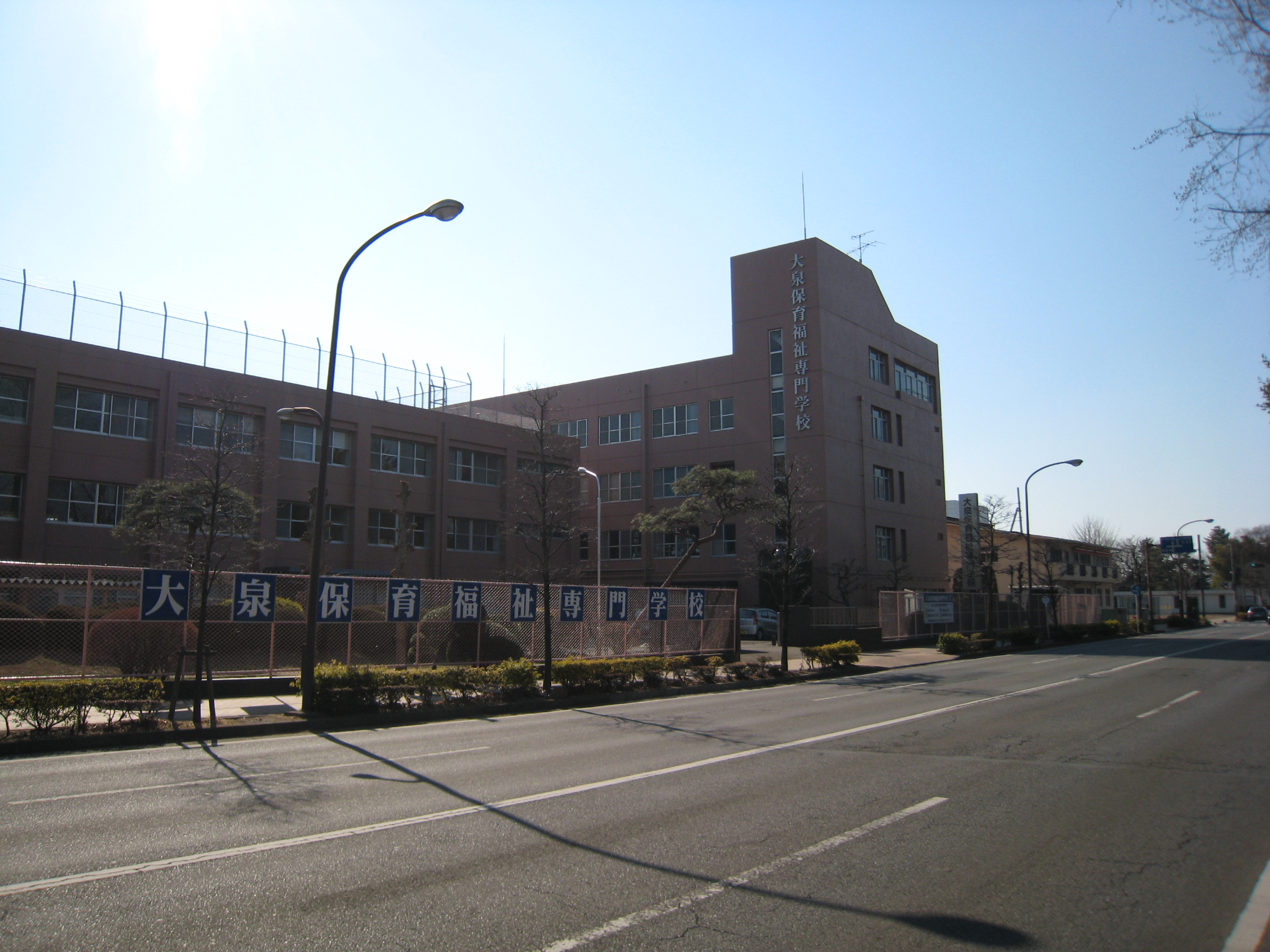
正門

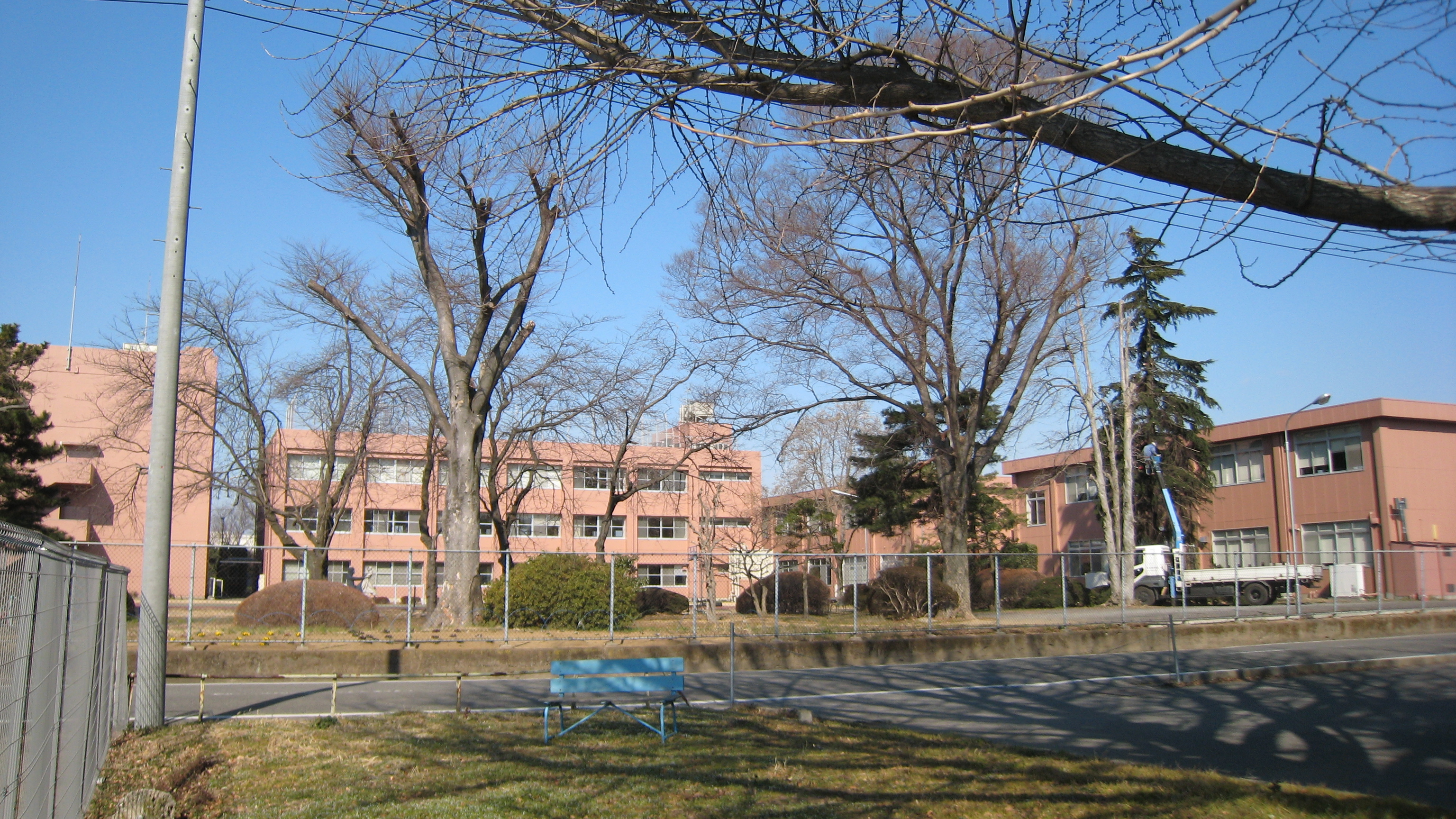
キャンパス

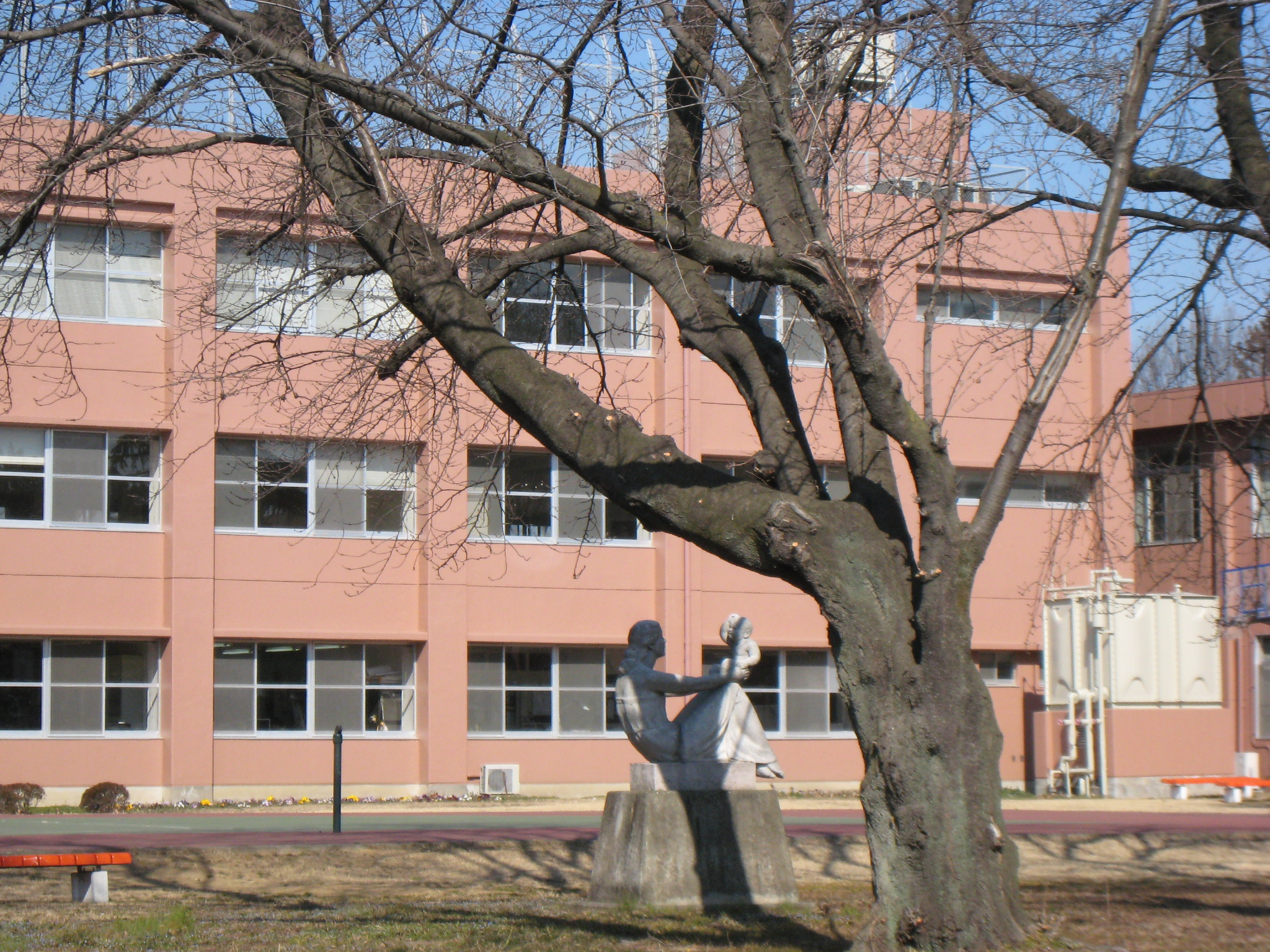
彫刻・母子像

大泉保育福祉専門学校（おおいずみほいくふくしせんもんがっこう）とは、群馬県邑楽郡大泉町にある私立の専修学校。略称は「オオイズミホセン」、英語表記では Oizumi College of Social Workers である。

## 沿革
- 1973年10月1日 - 社会福祉法人三吉（みよし）の設置申請を厚生大臣認可
- 1974年3月18日 - 「大泉保育専門学校」開校。保育科II部開設（定員50名）
- 1977年3月 - 保育科I部開設（定員50名）。校舎落成
- 1988年2月 - 福祉科開設（定員40名）
- 1989年4月 - 福祉科第1回入学式
- 1990年4月 - 「大泉保育福祉専門学校」に校名を変更
- 1994年4月 - 福祉科の定員を40名から80名に変更
- 2007年4月 - 保育科I部の定員を50名から100名に変更
- 2007年9月 - 校舎改装
- 2009年4月 - 福祉科の定員を80名から40名に変更
- 2013年4月 - 保育科に「保育士・幼稚園教諭コース」を設置
- 2016年4月 - 介護福祉士実務者研修課程（通信課程）開設
- 2017年3月 - 保育科Ⅱ部（夜間部）閉科

## 学科
- 保育科（昼間部／2年制／100名）保育士コース、保育士・幼稚園教諭コース
- 福祉科（昼間部／2年制／40名）

## 学校長
1. 大塚次郎（1974年4月 ～ 1993年3月）
2. 瓜巣一美（1993年4月 ～ 1995年3月）
3. 中原紀　（1995年4月 ～ 1996年3月）
4. 中池康夫（1996年4月 ～ 1998年3月）
5. 阿部健一（1998年4月 ～ 2007年3月）
6. 乗峯静男（2007年4月 ～ 2009年3月）
7. 清成美　（2009年4月 ～ 2012年8月）
8. 齋藤ソノ子（2012年9月 ～2022年3月）
9. 須永俊彦（2022年4月～

## 出身者
- 桂宏美 - シンガーソングライター

## 所在地
- 〒370-0525 群馬県邑楽郡大泉町日の出56-2
- 最寄り駅の東武小泉線西小泉駅下車、徒歩約12分